# Rock progressivo italiano

La PFM ad Amburgo nel 1974

Il Rock progressivo in Italia (o italprog) è un filone del progressive sviluppatosi in Italia all'inizio degli anni settanta. Si può sicuramente dire che, insieme al fenomeno cantautorale, si tratta di uno degli episodi più importanti della musica leggera italiana, che ha riscosso successo e considerazione anche oltre i confini nazionali, soprattutto con gli Area, gli Arti e Mestieri, il Banco del Mutuo Soccorso, i Goblin, Le Orme, i New Trolls, i Formula 3, la Premiata Forneria Marconi, gli Osanna, Alphataurus, Il Balletto di Bronzo e i Murple. Nei primi anni settanta il genere musicale veniva chiamato più semplicemente "pop italiano".

## I modelli anglosassoni
Il rock progressivo viene convenzionalmente fatto nascere nel Regno Unito con la pubblicazione nel 1969 dell'album In the Court of the Crimson King dei King Crimson. L'Italia fu interessata dalla cosiddetta British invasion e i gruppi progressive mutuarono praticamente tutti gli stilemi del rock sinfonico del Regno Unito: brani lunghi e strutturati (le suite), album a tema (i concept album), testi intensi e con frequenti riferimenti alla mitologia, alla filosofia e al fantasy, contaminazione con la musica classica e articolato uso delle tastiere (che spaziano dall'organo Hammond al clavicembalo, dal moog al mellotron), soluzioni ritmiche e arrangiamenti complessi, copertine dalla valenza artistica. Fra i principali gruppi ispiratori si possono citare in primo luogo i Genesis, autori di un fortunatissimo tour lungo la penisola nell'aprile e agosto del 1972, ai quali si rifaceva la maggioranza dei gruppi melodici, i King Crimson, gli Emerson, Lake & Palmer e The Nice, citati dai gruppi incentrati sulle tastiere, i Gentle Giant per gli impasti strumentali e le ance, gli Yes, i Van der Graaf Generator, per le loro sfumature dark, e i Jethro Tull con le loro atmosfere folk e le partiture basate sul flauto. Importanti riferimenti furono i Deep Purple per i gruppi dalle sonorità più dure. I primi gruppi post-beat furono influenzati anche da gruppi meno celebrati, quali i Quatermass e i Colosseum. Si possono trovare riferimenti anche ai Vanilla Fudge, ai Led Zeppelin e ai Pink Floyd. Diffusamente presente infine è l'influenza dei gruppi della scena di Canterbury, soprattutto i Soft Machine, i Gong e i Caravan.

## Storia

### Dal beat alla psichedelia

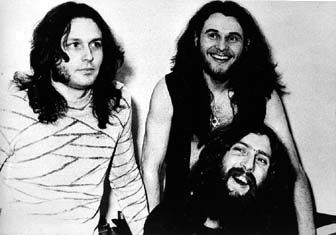
Le Orme nel 1973

Il primo album con tracce di Rock progressivo italiano fu Dies Irae dei Formula 3, prodotto in gran parte da Lucio Battisti. Il primo lavoro rock progressivo italiano a godere di credito anche fuori dall'Italia si ebbe nel 1971 con l'uscita di Collage, secondo LP delle Orme.
Un anno prima il tastierista Tony Pagliuca, con l'aiuto di Armando Gallo, storico fotografo e giornalista musicale, si era introdotto nell'ambiente musicale londinese per frequentare i gruppi progressive rock inglesi emergenti e apprendere il nuovo corso. Tornato in Italia si rinchiude con i suoi due colleghi in una baita a San Boldo, un paesino di montagna in Provincia di Treviso, e dopo un mese di prove, portarono il materiale registrato al produttore artistico Gian Piero Reverberi: ciò che si partorì fu proprio il suddetto 33 giri capostipite, l'album Collage de Le Orme; il disco, al di là del suo valore tecnico, ebbe una grande accoglienza perché l'ambiente musicale italiano era oramai maturo.
In Italia, infatti, in piena era beat (1966-1970), le opere proto-progressive di gruppi inglesi come i Moody Blues o i Procol Harum erano state un successo, e all'alba degli anni settanta il nostro è stato il primo Paese a riconoscere il talento di alcuni gruppi progressive rock inglesi, come i Genesis, i Gentle Giant e i Van der Graaf Generator, i cui primi album erano stati ignorati nella loro patria, facendo divenire così l'Italia il loro mercato di riferimento.
Inoltre, durante l'epoca beat erano sorti molti gruppi italiani in possesso di doti tecniche e talento compositivo all'altezza del caso per recepire i nuovi stimoli provenienti dalle avanguardie musicali inglesi. Tra questi Le Orme e la Premiata Forneria Marconi, entrambi autori agli esordi di singoli e album beat. Le Orme avevano esordito nel 1969 con Ad gloriam, giudicato uno dei migliori dischi psichedelici del periodo, mentre il nucleo della futura PFM, con il nome di Quelli, aveva inciso solo alcune cover di motivetti, tra i quali La bambolina che fa no no no o anche La ragazza ta ta ta.
Un'altra band che aveva cominciato realizzando lavori beat era i New Trolls, che conteneva già in embrione gli stilemi di quella che sarebbe stata la produzione futura (i 45 giri "Visioni/Io ti fermerò" e "Sensazioni/Prima c'era luce" e l'album Senza orario senza bandiera sono lavori che anticipano il genere musicale Rock progressivo).
Molti altri gruppi nacquero comunque già durante l'epoca beat, ma a parte i pochi già citati essi non lasciarono incisioni che documentano le loro origini. Tra questi ultimi il Banco del Mutuo Soccorso, nato dalla fusione di due gruppetti sorti al crepuscolo dell'era beat. Peculiare è la vicenda dei The Trip, gruppo arrivato sempre dall'Inghilterra, che fu tra i pochi in Italia a proporre un sound rock psichedelico prima di approdare appunto al Rock progressivo.

### Il progressive italiano dei primi anni settanta

Il gruppo The Trip nel 1971.

L'uscita di Collage nel settembre del 1971 fu l'avvio di una nuova fase per il rock italiano. Meno di un mese dopo, la Premiata Forneria Marconi fece uscire il singolo La carrozza di Hans/Impressioni di settembre, il cui lato B, scritto da Mogol, conteneva il celebre inciso di minimoog rimasto uno dei capisaldi progressive rock più famosi di sempre. Lo strumento, all'epoca decisamente innovativo e costoso, era stato ottenuto in prestito. Molti anni dopo il batterista, uno dei leader del gruppo, dirà:
(Franz Di Cioccio)
All'inizio del 1972 uscirono - a breve distanza l'uno dall'altro - gli album d'esordio della PFM: Storia di un minuto e l'album omonimo dei Banco del Mutuo Soccorso, entrambi acclamati dalla critica e dal pubblico. I due album si succedettero nelle zone alte delle classifiche di vendita e lo stesso accadde poco dopo al singolo Gioco di bimba de Le Orme, che arrivò al primo posto. Da quel momento la "troika" PFM-BMS-Orme divenne l'architrave su cui si sarebbe retto il breve regno del Progressive rock italiano. Nell'estate del 1971 c'era già stato il successo del Concerto grosso per i New Trolls, primo lavoro di rock orchestrale italiano, con tanto di digressioni hard e citazioni hendrixiane.
(Franco Battiato, Il silenzio del rumore, 1972)
In realtà lavori e gruppi in qualche misura rock progressivi si erano già affacciati ben prima, senza però riscuotere un simile consenso. Oltre al già citato 33 giri Senza orario senza bandiera pubblicato nel 1968 dai New Trolls, che è considerato il primo concept album italiano, un disco annoverato tra i veri anticipatori del genere è Sirio 2222 - pubblicato nel 1970 dal Balletto di Bronzo. Nel periodo tra il 1971 e il 1972 furono pubblicati gli LP d'esordio di molti gruppi di valore, tra i quali, oltre ai The Trip, i Museo Rosenbach, gli Osanna, il Rovescio della Medaglia, Quella Vecchia Locanda, i Garybaldi, i Delirium, i Panna Fredda, i Jumbo, e gli Alluminogeni. Del 1971 e del 1972 sono i primi due dischi di Franco Battiato, ispirati alla musica concreta e minimalista con tanto di effetti sonori al limite del rumorismo, ottenuti grazie all'uso pionieristico del sintetizzatore VCS3 noto per l'uso fatto dai Pink Floyd.
Ciò che comunque tendeva a rendere omogeneo questo variegato insieme di artisti era la comune origine musicale classica, spesso evidente fonte d’ispirazione per lo sviluppo di idee compositive nuove; notevoli in tal senso le influenze dalla musica barocca (in particolare Arcangelo Corelli, Antonio Vivaldi e Domenico Scarlatti), dal melodramma italiano dell’Ottocento e dalla musica sperimentale novecentesca (Luciano Berio e Luigi Nono su tutti).

### Il successo fuori dall'Italia
I lavori di maggior successo rimangono comunque quelli legati alla produzione dei gruppi più celebrati, i quali attirarono anche l'attenzione del Paese in cui era nato il progressive rock. Le Orme, subito dopo l'uscita di Collage, vennero contattati dalla Charisma, la casa discografica dei Genesis e dei VDGG. Poco dopo, Pagliuca e soci riuscirono ad allacciare rapporti con Tony Stratton Smith scopritore dei Nice e degli stessi Genesis e registrarono Felona and Sorona. Il testo in inglese della lunga suite fu composto da Peter Hammill, leader dei VDGG, che fu anche invitato ad aprire i concerti oltremanica della nostra band, in veste di "guest star".
Anche il Banco e la PFM furono avvicinati dagli Emerson, Lake and Palmer, in cerca di talenti per la neonata casa discografica Manticore. Per l'adattamento dei testi la PFM riuscì a coinvolgere Pete Sinfield, guru e paroliere dei primi King Crimson. Il Banco incise in lingua inglese due album (Banco e As in a Last Supper), la PFM arrivò a inciderne tre (Photos of Ghosts, The World Became the World e Cook, quest'ultimo dal vivo). Il Banco, nonostante una tournée promozionale nel 1976, non registrò vendite significative fuori dall'Italia.
La PFM invece riuscì ad avere successo nel difficile mercato statunitense, e tutti e tre i suoi dischi entrarono nella "Top Pop Catalog Albums" (nel 1992 divenuta Billboard 200), con l'album dal vivo che riuscì a raggiungere la 150ª posizione. Ma fu in concerto che il gruppo consolidò la sua fama di compagine rock più celebre d'Italia. Storiche furono le quattro tournée americane, propiziate grazie all'impegno del promoter Franco Mamone che fu anche il manager del Banco del Mutuo Soccorso. Negli Stati Uniti una notevole partecipazione di emigrati rendeva i concerti della PFM una sorta di happening a tratti nostalgico, in cui la matrice mediterranea e popolare finiva puntualmente per manifestarsi (basta pensare alle citazione dalla tarantella napoletana Funiculì funiculà inserita nella versione live di Celebration). Per questo, anche con un pizzico di dispregio, il rock italiano fu battezzato dalla stampa specializzata statunitense "spaghetti-rock". Il primo disco in lingua italiana a essere pubblicato in Inghilterra e Germania Ovest nel 1972 fu il secondo album de Il Balletto di Bronzo, dal titolo Ys. Ma si trattava di un lavoro complesso e di difficile ascolto, che non ebbe il successo sperato nemmeno in patria.

### Il periodo dei festival

Il Banco del Mutuo Soccorso negli anni settanta

La conferma che il biennio 1971-1972 fu percorso da un fermento musicale straordinario, è testimoniata anche dal numero di festival e raduni pop che si svolsero in tutta la penisola. Sulla scia del Festival di Woodstock e dell'isola di Wight, il 10 ottobre 1970 si tenne alle Terme di Caracalla di Roma il Festival Pop di Caracalla. La massiccia partecipazione di artisti progressive rock dimostrava le dimensioni che il fenomeno stava assumendo. Tra i gruppi che si presentarono al grande pubblico in quella occasione si possono citare Il Rovescio della Medaglia, i New Trolls, e i The Trip. Si esibirono anche i due gruppi, che proprio in seguito all'incontro dietro le quinte del festival, si sarebbero uniti da lì a poco per dar vita al Banco del Mutuo Soccorso. Data la grande affluenza di pubblico, il festival venne replicato nel maggio dell'anno successivo, fornendo così anche l'occasione ad altri gruppi di esibirsi, tra i quali gli Osanna.
Parallelamente ai festival si andava costituendo una rete di riviste e trasmissioni radiofoniche, più o meno dedicate, che diedero un impulso alla nuova musica. Si possono ricordare in questo senso la celebre testata Ciao 2001, nata già nel 1969 dalla fusione delle due riviste giovanili Big e Ciao amici, la rivista Re Nudo, diretta da Cesare Monti che inizia le pubblicazione nel 1970, e il mensile Muzak, nato nel 1973 e che si definiva «primo mensile di musica progressiva». Tra i programmi radiofonici fu importante soprattutto Per voi giovani di Renzo Arbore.
Proprio la rivista "Ciao 2001", organizzò nel 1971 una Controcanzonissima, preceduta da un referendum tra i suoi lettori, allo scopo di dare visibilità ai gruppi del movimento progressive rock, poco presenti nelle trasmissioni della RAI. All'evento, che si tenne nel gennaio 1972 al celebre Piper Club di Roma, furono chiamati a partecipare, tra gli altri, la Premiata Forneria Marconi, Le Orme, i The Trip, gli Osanna, Claudio Rocchi e i New Trolls. Nel 1971 il promoter Massimo Bernardi organizzò il 1º Festival di Musica d'Avanguardia e di Nuove Tendenze, che si tenne dal 27 maggio al 2 giugno in una tendopoli battezzata "Pop City", allestita in una pineta vicino a Viareggio. Si trattò di una vera e propria gara a eliminazione che fu vinta da Osanna, PFM e Mia Martini. Parteciparono, tra gli altri, il Rovescio della Medaglia, gli Area, i Nuova Idea, i Formula 3 e i quasi esordienti Delirium. Il festival ebbe un grosso sèguito, e negli anni a venire furono organizzate altre tre edizioni. Numerosi festival si susseguirono fino al 1973: fra i più importanti ricordiamo il Palermo Pop '71, e il primo festival organizzato nel settembre 1971 dalla rivista Re Nudo a Ballabio vicino a Lecco, che vide tra i partecipanti il Rovescio della Medaglia, i Garybaldi e Claudio Rocchi. Quindi il Festival Pop di Villa Pamphili tenuto a Roma tra il 25 e il 27 maggio 1972 (con illustri ospiti stranieri, tra cui i VDGG), il quale fu probabilmente l'evento di maggior successo e risonanza, e il Be-In di Napoli organizzato nel 1973 dagli Osanna.
Altra pietra miliare del progressive italiano furono gli stessi Festival di Re Nudo nel 71-72-74-75-76.

### La corrente del rock sinfonico e romantico

I New Trolls nel 1972

Le Orme, dopo Collage, diedero alle stampe altri lavori di ottimo livello, tra cui ricordiamo Uomo di pezza del 1972, e Felona e Sorona dell'anno successivo. Del 1974 invece è il loro disco live, In concerto - che tra l'altro è il primo disco italiano che documenta un concerto rock.
Il Banco del Mutuo Soccorso toccò vertici mai più raggiunti con Darwin! del 1972 e Io sono nato libero uscito l'anno seguente, mentre la PFM produsse album notevoli fino alla soglia degli anni ottanta, tra i quali occorre segnalare almeno Per un amico (1972) e L'isola di niente (1974). Il Banco tentò anche un approccio multimediale ai suoi lavori, in particolare per l'album Come in un'ultima cena del 1976, portato in tour nei teatri con la collaborazione dei Danzatori Scalzi.
Nell'ambito del rock teatrale, sforzi sicuramente più interessanti avevano fatto gli Osanna nel 1973 con la rappresentazione del loro album più maturo Palepoli. I New Trolls, dopo il celeberrimo Concerto grosso del 1971, bissarono l'esperienza nel 1976 con il Concerto grosso n. 2, anche questo composto dal maestro argentino Luis Bacalov. Quest'ultimo merita senz'altro una citazione nelle vesti di autore di altre due opere di rock orchestrale, e cioè Contaminazione dei Rovescio della Medaglia - uno sviluppo rock di alcuni spunti tratti dal Clavicembalo ben temperato di Bach - e Preludio tema variazioni canzona degli Osanna, quest'ultimo famoso soprattutto perché colonna sonora del film Milano calibro 9, un "poliziottesco" del 1972 di grande successo. Nel 1974 Vittorio De Scalzi uscì dai New Trolls per formare gli N.T. Atomic System, che pubblicarono su 45 giri una bella rilettura in chiave rock del famosissimo poema sinfonico di Musorgskij, Una notte sul Monte Calvo. Due anni prima i Latte e Miele avevano portato a perfezione stilistica il canone della messa beat nell'album Passio secundum Mattheum di derivazione sinfonica.
«La PFM è decisamente il gruppo più legato al prog anglosassone (fin troppo: basta confrontare le parti chitarristiche di "La carrozza di Hans" e "21st Century Schizoid Man" dei King Crimson) e di conseguenza di maggior successo in patria e oltre (mitizzato il temporaneo successo negli Stati Uniti), di grande pregio comunque i primi tre dischi ("Storia di un minuto", "Per un amico", "L'isola di niente"). Differente la proposta del Banco, gruppo meno spettacolare ma più articolato e in qualche maniera più colto. Tra tutti, da segnalare "Darwin!", "Io sono nato libero" e una bella opera di camerismo rock contemporaneo come "Di Terra". Meno considerate, Le Orme partono alla fine dei '60 come un gruppo beat-pop, poi la svolta progressiva con "Collage". La matrice pop rimane sempre comunque sullo sfondo, notevoli comunque "Uomo di pezza", "Felona e Sorona" e l'ambizioso "Contrappunti". Dietro questi tre gruppi, una folla di produzioni spesso scopiazzate e maldestre, con qualche piccolo gioiellino tra tanta mediocrità».
(Da OndaRock.it, di Michele Chiusi)
Il rock romantico, con le sue declinazioni sinfoniche, è stato il filone al quale sono appartenuti i gruppi di seconda schiera più prolifici e famosi. In tal senso si segnalarono i The Trip, che produssero diversi ottimi lavori basati sul suono delle tastiere tra i quali spicca Caronte, i già citati Osanna che impressionarono a partire dal disco d'esordio L'uomo del 1971, i Delirium autori nel 1971 di Dolce acqua e protagonisti al Sanremo '72 con un giovane Ivano Fossati alla voce e al flauto, i Garybaldi di Nuda (1972) e Astrolabio (1973), e il Rovescio della Medaglia, di cui ricordiamo, oltre al già nominato Contaminazione, anche La Bibbia del 1971, buon disco d'esordio dalle sonorità hard e dai testi pretenziosi. Nel 1972 venne alla luce anche il disco "Dedicato a Giovanna G" di Hunka Munka, alias Roberto Carlotto (in seguito con i "Dik Dik") e alle chitarre un giovanissimo Ivan Graziani.
Attorno ai gruppi più rappresentativi, fino al declino del movimento coinciso con l'affermarsi del Punk rock e della New Wave, si formò una costellazione di gruppi minori, che spesso produssero un solo album o due. Alcuni di questi gruppi, pur difettando un po' di originalità, realizzarono dischi di ottima fattura. Tra questi annoveriamo gli Alluminogeni, che incisero un buon album nel 1972 dal titolo Scolopendra, gli Alphataurus con un notevole disco d'esordio nel quale spicca il brano Peccato d'orgoglio, gli Alusa Fallax con il loro bellissimo unico lavoro, il Biglietto per l'Inferno con il sorprendente disco omonimo dalle sonorità ruvide e le doppie tastiere, i Goblin noti anche fuori dall'Italia per la celebre colonna sonora di Profondo rosso, i Jumbo che diedero alle stampe tre validi LP tra cui l'ottimo concept DNA (1972), i Museo Rosenbach autori della travisata opera prima Zarathustra, i Pierrot Lunaire artefici di due interessanti dischi di diversa ispirazione, Quella Vecchia Locanda per i due 33 giri di progressive melodico tra i quali spicca il primo, e i Raccomandata con Ricevuta di Ritorno autori di un sottovalutato unico album. Una menzione a parte meritano i Metamorfosi artefici di una delle perle del progressive sinfonico: Inferno del 1973, che esprime una musica a tratti epica dominata dalle tastiere di Enrico Oliveri e dalla voce carismatica del cantante Davide "Jimmy" Spitaleri, e la Locanda delle Fate che nel 1977 incise Forse le lucciole non si amano più, uno degli ultimi album di buon livello del progressive rock anni settanta.
Una citazione infine per gli Acqua Fragile, gli Ibis con il disco d'esordio, i Maxophone per il loro album omonimo, gli Opus Avantra e gli Osage Tribe, L'Uovo di Colombo per il loro unico LP, il duo Rustichelli e Bordini, con le tastiere del primo in grande spolvero, e il supergruppo Il Volo per il loro primo disco.

### Le altre correnti

Il gruppo degli Area nel 1974

Attorno al filone principale del rock sinfonico ci furono molti artisti che svilupparono altre tendenze musicali, alcuni con grande successo anche fuori dall'Italia. Gli Arti e Mestieri, insieme ai Perigeo, rappresentarono l'avanguardia progressive che contaminava il suono di Canterbury con il jazz rock. Dei primi ricordiamo Tilt (immagini per un orecchio), pubblicato nel 1974, e Giro di valzer per domani (1975). Dei Perigeo invece citiamo l'ottimo Abbiamo tutti un blues da piangere del 1973 e il successivo Genealogia, in cui spicca il brano Via Beato Angelico. Più difficile è l'inquadramento degli Area dal momento che la loro musica era la sintesi di molte scuole musicali, tra le quali quella greca e quella araba, e il free-jazz. Il gruppo nacque quasi casualmente, durante le sessioni di registrazione dell'album Radius, un brano del quale si chiamava proprio Area. La band incise nel 1973 un ottimo album d'esordio, Arbeit macht frei che conteneva il pezzo Luglio agosto settembre (nero), seguito da Caution Radiation Area (1974) e poi da Crac!, quest'ultimo contenente La mela di Odessa (1975). Superando la dimensione estetica dell'«arte per l'arte», gli Area fecero della loro musica anche uno strumento di militanza politica, così come già da tempo stavano facendo gli Stormy Six, altro gruppo progressive rock dell'area milanese, attivo sin dal 1969. Di quest'ultimo gruppo si ricordano L'unità del 1973, seguito due anni dopo dall'ottimo Un biglietto del tram, con il celebre singolo Stalingrado/La fabbrica.
Altri gruppi, meno politicizzati ma parimenti impegnati nella denuncia sociale, si proponevano di riattualizzare la musica popolare, come il Canzoniere del Lazio, gruppo d'ispirazione folk di cui ricordiamo Quando nascesti tune (1973), e i Napoli Centrale con l'album d'esordio omonimo (1975). Questi ultimi, guidati dal vocalist James Senese alla voce e al sax - particolarmente ispirato nel brano Campagna - ripescavano nei canovacci della canzone napoletana tradizionale, muovendosi all'interno di un vasto movimento culturale di recupero di cui facevano parte anche gli Osanna, e a cui aderì un giovane Alan Sorrenti. Quest'ultimo fu autore di un'interessante opera prima, Aria del 1972, nella quale coniuga la spinta innovativa con lo stile intimista del cantautore, mostrando l'uso virtuoso della voce (ad esempio nel brano Vorrei incontrarti) seguendo la lezione di Tim Buckley. Il fenomeno non fu isolato, visto che alla stessa categoria si possono accostare anche le opere di Fabrizio De André, tra i più maturi e validi in assoluto sotto il profilo letterario. Tra questi segnaliamo tutti i concept album prodotti in piena epoca d'oro del progressive rock, da La buona novella (1970), nel quale suonarono tutti i musicisti che avrebbero formato la PFM, a Storia di un impiegato (1973), pur rimanendo album del genere cantautorale. A questa suggestione indugiarono altri cantautori atipici perché provenienti dalla cultura musicale psichedelica, ad esempio Claudio Rocchi (che era stato bassista degli Stormy Six) con i suoi lavori mistici degli esordi, soprattutto Volo magico n. 1 del 1973. Ancora altre influenze si trovano in artisti come Angelo Branduardi, la cui opera (non sempre classificata come progressive rock) traeva spunto dalla tradizione del folk celtico e della musica medioevale.
«Io ho un grande rammarico (...) nei confronti della critica musicale soprattutto italiana che si è sempre contraddistinta da una grande carenza di analisi (...). Non so quanti critici sappiano veramente analizzare la partitura di una band che non è solamente la chitarra distorta e madida di sudore, come scriveva qualcuno all'epoca, ma spesso è realizzata da scritture, tessiture complesse, soprattutto quelle del progressive, che da una parte di una certa "intellighentia" salottiera e con la puzza sotto il naso venivano catalogate musica barocca, termine come tutte le formule superficiale ma in questo caso grottescamente banale. Barocco è tutta un'altra storia. Si confondeva la complessità della costruzione musicale alla Frank Zappa con barocchismo inteso come ridondanza. Era semplicemente un linguaggio più complesso che avrebbe avuto bisogno di intermediatori dell'informazione, diciamo così, sicuramente più preparati e colti».
(Intervista a Vittorio Nocenzi, 2002)
Di interessante valore culturale è l'opera rock Orfeo 9 di Tito Schipa Jr., incisa su doppio LP, e documentata in un film sperimentale. Il film era stato prodotto dalla RAI, ma l'argomento tabù della droga, spinse il film e l'intero progetto musicale nell'oblio. Con 35 anni di ritardo all'opera viene concessa la ribalta, e il film viene proiettato al Festival di Venezia del 2008. Anche i Giganti, gruppo reduce dall'epopea beat, avevano prodotto nel 1971 un lavoro in forma di concept album dal tema altrettanto scottante (in questo caso la mafia), intitolato Terra in bocca, osteggiato dalla RAI e finito senza alcuna eco. Tra i pochi album progressive rock di artisti dal grande successo commerciale possono considerarsi Amore e non amore di Lucio Battisti, pubblicato nel 1971 e nel quale suona la futura PFM, e due dischi dei Pooh in cui sono presenti anche due suite, la prima contenuta in Parsifal del 1973, la seconda in Un po' del nostro tempo migliore del 1975 (Il tempo, una donna, la città). Discreto anche il successo commerciale dell'album Sognando e risognando dei Formula 3, anche loro nel cerchio dei musicisti battistiani.
Una piccola pattuglia di gruppi cercò anche di coniugare il rock progressivo con le avanguardie musicali, dando vita a lavori sperimentali di non facile ascolto. Tra queste esperienze citiamo i dischi degli Aktuala, che facevano ricorso alle suggestioni della musica etnica secondo la lezione dei Third Ear Band, e i Pholas Dactylus, con il Concerto delle menti, loro unico lavoro tutt'altro che commerciale. Di nicchia sono da considerare i pochi lavori pubblicati dai gruppi che si ispiravano all'avanguardia elettronica e al Krautrock dei Tangerine Dream e Ash Ra Tempel. In questa corrente può essere inserito l'album degli "Albergo Intergalattico Spaziale", il cui nome derivava dal locale romano in cui il duo si esibiva con spettacoli multimediali, il decadente album Infinity dei Planetarium uscito nel 1971, e i lavori dei "Sensations' Fix". Un posto a sé stante meritano gli Jacula e gli Antonius Rex, interpreti di un curioso connubio di musica dark ed esoterismo, dei quali menzioniamo il brano U.F.D.E.M. tratto da Tardo pede in magiam versus del 1972. Franco Battiato, infine, ha attraversato tutti gli anni settanta con album in chiave sperimentale, spesso controversi (pensiamo a Fetus e Pollution, dedicati allo scomodo intellettuale Aldous Huxley) e di limitato successo commerciale, che però hanno segnato indelebilmente il decennio come alcune tra le opere più emblematiche.

### Le ristampe dell'Estremo Oriente
All'inizio degli anni ottanta la musica progressiva italiana venne scoperta e valorizzata in Giappone. Tra il 1981 e il 1982 il Paese del Sol Levante cominciò a importare i titoli più celebri del progressive rock italiano. Il successo fu talmente grande da accendere un vero e proprio mercato, con i collezionisti nipponici più facoltosi disposti a pagare gli album più rari anche diverse centinaia di mila lire a pezzo. Le case discografiche italiane non avevano più in catalogo i titoli dei gruppi progressive rock, da cui l'iniziativa di alcuni mercanti di vinile italiani che rastrellarono tutto ciò che trovavano per portarlo in Estremo Oriente. Non badando all'aspetto legale dei diritti, alcune etichette locali (tra queste Arcangelo, Belle Antique, Strange Days) doppiarono e ristamparono in proprio gli album più ricercati utilizzando il meglio delle tecnologie di incisione e dei materiali per sfornare prodotti di assoluto valore. Le ristampe giapponesi sono vinili dalla resa sonora superiore persino alle stampe originali, con copertine dalla grafica impeccabile spesso realizzate in cartone duro e indeformabile, buste interne plastificate, e libretti con foto e testi. Un fenomeno analogo, anche se di minore entità, si è verificato anche in Corea.

### Il Neoprogressive italiano
Intorno alla metà degli anni ottanta ebbe inizio, ancora una volta nel Regno Unito, il fenomeno del neoprogressive: band emergenti che riprendevano la tradizione del rock progressivo del decennio precedente, tentando di rinnovarla e in alcuni casi di farne un prodotto commerciale. Soprattutto il successo dei Marillion sembrò dimostrare che il progressive rock poteva ancora ricavarsi uno spazio nel mercato discografico. In Italia il movimento annoverò un numero considerevole di gruppi, ma per molti di loro fu necessaria una lunga gavetta prima di riuscire ad arrivare in sala di incisione, in molti casi per realizzare demo e dischi autoprodotti.

### Il revival

Gli Osanna in una locandina del 1973

Nella seconda metà degli anni novanta, parallelamente al momento felice del new progressive, si affermò il rock progressivo come genere relativamente underground mescolandosi sempre più ad elementi progressive metal, alimentato soprattutto dallo scambio di informazioni fra appassionati, tramite fanzine e la nascente rete Internet. Questa rinnovata domanda fece emergere dall'angusto ambito del collezionismo musicale anche il progressive storico degli anni settanta. A partire dal 1988 in poi, grazie anche a riviste specializzate di maggior diffusione quali Raro!, ha avuto inizio un periodo di revival del rock progressivo italiano, con case discografiche come la Mellow Records o la "Vinyl Magic" impegnate a ristampare gli album "perduti" dei gruppi progressive minori degli anni settanta, come era accaduto dieci anni prima in Giappone. Molti musicisti dell'epoca d'oro vennero scovati e intervistati per ricostruire le sorti del gruppo in cui avevano militato. All'interno di questo rinnovato interesse, si inquadra anche il fenomeno delle reunion di molti gruppi storici, che tornarono sulla scena (ricordiamo gli Alphataurus, il Balletto di Bronzo, i Latte e Miele, la Locanda delle Fate, il Museo Rosenbach, gli Osanna e persino i The Trip), e spesso anche in studio di registrazione (ad esempio i Goblin, gli Alluminogeni, il Biglietto per l'Inferno, i Garybaldi, i Metamorfosi, i Murple con un disco che ripercorre le orme degli ELP rivisitando i Quadri da un'esposizione di Musorgskij, i Picchio dal Pozzo e i Procession), ma anche la nascita di nuove band di tale genere (ad esempio i bolognesi Caboto).

### Gli anni duemila
La scena generale del progressive italiano contemporaneo, sempre più orientata al progressive metal, non è molto diversa da quella della fine degli anni novanta. Pur rimanendo genere di nicchia e con poco riscontro commerciale, il rock progressivo continua ad avere i propri cultori e non mancano appuntamenti dove si esibiscono band nazionali come il Gong Festival o il Verona Prog Fest.

## Musicisti di spicco
Il movimento progressive fu possibile anche grazie al grande talento musicale di una generazione di musicisti che arrivava alla musica leggera dopo una gavetta professionale, fatta di lunghe ore in sala prove per le incisioni di musicisti blasonati. Ad esempio, i Trip erano stati il gruppo di accompagnamento di Riki Maiocchi, mentre la PFM era costituita da celebri turnisti del circuito milanese, che avevano suonato in molti degli album più complessi di Lucio Battisti. Alcuni dei migliori compositori avevano alle spalle un background di studi classici, e anni di conservatorio. Ad esempio, i pianisti Gianni e Vittorio Nocenzi, autori del Banco, Claudio Simonetti dei Goblin, l'organista Flavio Premoli della PFM o Pier Carlo Zanco tastierista dei Murple. Tra i musicisti eccellenti del progressive italiano, oltre a quelli già menzionati, possiamo annoverare i cantanti Demetrio Stratos (Area), Davide "Jimmy" Spitaleri (Metamorfosi) e Bernardo Lanzetti (Acqua Fragile, PFM), i tastieristi Joe Vescovi (The Trip), Gianni Leone (Balletto di Bronzo), Enrico Olivieri (Metamorfosi) e Tony Pagliuca (Le Orme), i chitarristi "Bambi" Fossati (Garybaldi), Alberto Radius (Formula 3), Nico Di Palo (New Trolls) e Franco "Yogi" Mussida (PFM), i bassisti Fabio Pignatelli (Goblin), Bob Callero (Osage Tribe), Ares Tavolazzi (Area) e Patrick Djivas (Area, PFM), i batteristi Michi Dei Rossi (Le Orme), Gianni Belleno (New Trolls), Franz Di Cioccio (PFM), Nunzio "Cucciolo" Favia (Osage Tribe), Giulio Capiozzo (Area) e Gianni Dall'Aglio (Ribelli, il Volo), il fiatista Elio D'Anna e il cantante Lino Vairetti (Osanna) e il violinista Mauro Pagani (PFM). Alcuni musicisti gravitaro intorno al movimento, senza farne organicamente parte, ad esempio il batterista Tullio De Piscopo, che ha suonato con i New Trolls. Del cantante del Banco, Francesco "Big" Di Giacomo si ricorda, oltre alla caratteristica voce tenorile, anche la carismatica presenza scenica che ne aveva fatto un personaggio al punto da essere chiamato da Fellini a recitare in alcuni suoi film, tra cui Roma nel 1972.

## Copertine

Copertina di Felona e Sorona del 1973

L'ambizione di molti gruppi progressive era quella di confezionare un disco che fosse un'opera artistica, anche al di là dello stretto ambito musicale. La formula del concept album, ad esempio, doveva dare al disco una dignità letteraria. In questo contesto, anche la copertina rappresentava una componente dell'opera d'arte, e i gruppi finirono per avvalersi anche di prestigiosi consulenti, quali il fotografo e direttore artistico Cesare Monti. Il catalogo della musica progressiva degli anni settanta annovera dischi dalle copertine indimenticabili. Alcuni gruppi, colpiti dalla banana ritratta da Andy Warhol sulla copertina dei primi Velvet Underground, aveva commissionato la copertina a pittori visionari. Alla fine degli anni sessanta era già avvenuto uno stretto connubio tra arte e rock, con Le Stelle di Mario Schifano, il cui unico album Dedicato a dalla consistenza musicale perlomeno discutibile, aveva la copertina realizzata dal maestro. All'insegna di questo connubio sono da ricordare le copertine di Felona e Sorona, affidata ai pennelli del pittore surrealista Lanfranco, e Inferno dei Metamorfosi, opera del pittore Adelchi. Le Orme avevano già colpito l'immaginario con la grottesca copertina con le figure a pastelli dell'album Uomo di pezza, opera di Walter Mac Mazzieri e Mario Convertino.
A metà strada tra arte e fumetto è la straordinaria copertina di Nuda, album dei Garybaldi, affidata a Crepax che vi ritrae una delle sue eroine, Bianca, adagiata sull'erba in posa sensuale. Alle matite di un altro genio del fumetto italiano, il compianto Andrea Pazienza, fu affidata la copertina di Passpartù della PFM, che ritrae i membri del gruppo. Il primo disco del Banco era contenuto in una copertita sagomata a forma di salvadanaio, che resta tra le cose memorabili del periodo. Anche il terzo album, Io sono nato libero, aveva la copertina sagomata a forma di un antico portone. Sulla copertina di Atlantide dei Trip, apribile con due risguardi, era disegnata una immaginaria pergamena con la cartina del continente perduto. L'album precedente, intitolato Caronte, era illustrato da una rinascimentale rappresentazione del leggendario nocchiero che tentava di governare una barca tra i flutti. Tra le copertine che si ricordano c'è la colomba in volo degli Alphataurus, dal cui ventre venivano sganciate bombe, opera del pittore Adriano Marangoni, e il feto avvolto in carta da imballo del disco d'esordio di Franco Battiato. Lo choc inferto da questa irriverente copertina, concepita da Pino Massara, fu tale che molti negozianti di dischi rifiutavano di esporlo tra gli scaffali. Da aggiungere che la copertina interna riportava la foto di una enorme statua rappresentante una donna con gambe divaricate transitabile dal pubblico. Le copertine degli Area avevano una componente ideologica che era rintracciabile in simboli e allegorie (ad esempio, l'appoggio alla resistenza palestinese, nel primo album Arbeit macht frei) frutto dell'ingegno di Gianni Sassi, art director della Cramps. Tra le copertine controverse, ricordiamo infine il collage sulla copertina di Zarathustra dei Museo Rosenbach, in un frammento del quale era stato inserito provocatoriamente anche il busto di Mussolini.

## Case discografiche
Con l'affermarsi del nuovo genere musicale, anche in Italia nacquero case discografiche più o meno specializzate. Nel mercato inglese era nata la Manticore, per iniziativa degli artisti Keith Emerson e soci. Anche in Italia c'erano state le esperienze del Clan di Celentano e della PDU di Mina. Nel 1969 Mogol, insieme a Lucio Battisti, fondò la Numero Uno, che in breve raccolse attorno a sé la cerchia di valenti musicisti che suonavano con loro, a cominciare dalla Formula 3 e dalla neonata Premiata Forneria Marconi. Negli anni a venire saranno pubblicati, tra gli altri, i dischi di Acqua Fragile, Anonima Sound, Flora Fauna Cemento, Alberto Radius, Il Volo e Oscar Prudente.
Nel 1970, sempre a Milano, era stata costituita la casa discografica Bla Bla, da Pino Massara. La casa discografica mise sotto contratto il giovane Franco Battiato e il giro dei suoi musicisti di riferimento. Con la Bla Bla furono stampati i dischi degli Aktuala, Osage Tribe, Capsicum Red, Genco Puro e Co. e Juri Camisasca. I testi dei primi album di Battiato, usciti nel 1972, erano stati firmati con lo pseudonimo Frankenstein, dietro il quale si celavano Sergio Albergoni e il suo socio Gianni Sassi. Furono proprio loro, insieme all'attivissimo promoter Franco Mamone, a fondare nel finire dello stesso anno la casa discografica Cramps, che recava nel logo proprio il volto del mostro. La Cramps si proponeva di sostenere la pattuglia di musicisti alternativi dell'area milanese principalmente di scuola jazz-rock, che seguissero anche una linea di impegno sociale e politico. Artisti di punta furono gli Area, insieme agli Arti e Mestieri. Altri musicisti ad incidere per la casa discografica furono Eugenio Finardi, Electric Frankenstein (dietro cui si celava il chitarrista degli Area, Paolo Tofani), Lucio Fabbri, Donella Del Monaco, Fedrigotti e Lorenzini, e Venegoni & Co.
Sempre per iniziativa di un musicista, nel 1973 nacque la Magma, fondata da uno dei leader dei New Trolls, Vittorio De Scalzi, con lo scopo di supportare i giovani musicisti progressive dell'area ligure. La casa discografica stampò, oltre i lavori dei gruppi fuoriusciti dai New Trolls (tra cui i Tritons e gli N.T. Atomic System), anche i dischi di alcune tra le più interessanti band minori del progressive italiano, quali Alphataurus, Pholas Dactylus, e Latte e Miele. Una sua sottoetichetta, la Grog, investì sulle ultime leve del progressive anni Settanta, tra le quali Celeste, Mandillo, Corte dei Miracoli, e Picchio dal Pozzo. Di rilievo fu anche la produzione della Trident Records, casa discografica fondata dal produttore Angelo Carrara nel 1973, che ebbe in catalogo artisti quali The Trip, Biglietto per l'Inferno, Dedalus, Opus Avantra e Semiramis. Molte altre piccole e minuscole case discografiche si attivarono nel periodo di massima attività del rock progressivo, tra queste meritano una citazione l'Ultima Spiaggia di Ricky Gianco e Nanni Ricordi, la Intingo ancora di Gianco, l'Orchestra, e la IT di Vincenzo Micocci.